# Андерссон, Дин
Клойс Дин Андерссон (англ. Cloyce Dean Andersson; 20 марта 1946 — 5 июля 2021) — американский писатель, художник и музыкант, работавший в жанре фэнтези с 1981 года.

## Биография
Родился 20 марта 1946 года в Соединённых Штатах Америки, штате Канзас.
Бакалавр наук в области астрофизики (Университет Северной Аризоны), делового администрирования (Университет Северной Аризоны), бакалавр искусств в области рекламы дизайна (Университет Северного Техаса).
Наиболее известен благодаря своей литературной деятельности в таких жанрах, как фантастика, научная фантастика, фэнтези и ужас. Является автором многочисленных романов, повестей и рассказов. Карьеру писателя успешно совмещает с профессиями графического художника на телевидении, музыканта на канале BBC, программиста и технического писателя, специализирующегося в документации по программному обеспечению реляционных систем управления базами данных.

### Особенности творчества
На особенности творчества писателя и его интересы в значительной степени повлияли его детские впечатления. Встречи с Дракулой в небольшом кинотеатре Канзаса привели к увлечению этим персонажем и вампирами в целом, что вдохновили на исследования и написание двух романов — Малиновые поцелуи (англ. Crimson Kisses) и Я Дракула (англ. I Am Dracula).
Детский страх перед ведьмами впоследствии обернулся интересом к таинственному, приведшем к изучению исторических гонений колдовства и современных религий неоязычества. Это повлияло на тематические элементы во многих романах.
Серьёзное увлечение скандинавской мифологией Дину привил его отец, Альберт Андерссон, имеющий шведское происхождение. Это привело к написанию целого ряда литературных произведений, персонажами которых становились различные мифические существа, главным образом, богиня Хель, владычица Царства Мертвых, ставшая ключевой фигурой в прославленной саге Андерссона Воительница, переведённой на русский язык.

### Болезнь и смерть
5 июля 2021 года Клойс Дин Андерссон умер во сне, после продолжительной болезни, в своем доме, в Ричардсоне, пригороде Далласа.

## Сага «Воительница»
В России Д. Андерссон известен прежде всего как автор романа-саги «Воительница», состоящего из трёх частей: Песнь Крови, Жажда мести, Сила зверя.
Центральной личностью произведения является отважная женщина-воительница по прозвищу «Песнь Крови» (англ. Bloodsong), чья жизнь насыщена захватывающими приключениями. Важную роль играют её сложные и неоднозначные отношения (а нередко и борьба) с суровой богиней Хель, мечтающей подчинить своей власти мир людей, и её злобными, бесчеловечными слугами. Но неизменно дружба и благородство одерживают верх над жестокостью и злобой.
Творческое переосмысление древнескандинавской мифологии придаёт саге Андерссона особую оригинальность, о чём свидетельствует неоднократное переиздание её в США.
В России «Воительница» была издана в 2002 году в серии «Фантастический боевик».